# Umreth
Umreth è una suddivisione dell'India, classificata come municipality, di 32.192 abitanti, situata nel distretto di Anand, nello stato federato del Gujarat. In base al numero di abitanti la città rientra nella classe III (da 20.000 a 49.999 persone).

## Geografia fisica
La città è situata a 22° 41' 60 N e 73° 7' 0 E e ha un'altitudine di 46 m s.l.m..

## Società

### Evoluzione demografica
Al censimento del 2001 la popolazione di Umreth assommava a 32.192 persone, delle quali 16.685 maschi e 15.507 femmine. I bambini di età inferiore o uguale ai sei anni assommavano a 3.781, dei quali 2.051 maschi e 1.730 femmine. Infine, coloro che erano in grado di saper almeno leggere e scrivere erano 22.810, dei quali 12.995 maschi e 9.815 femmine.